# Bredäng (tunnelbanestation)
Bredäng är en tunnelbanestation inom Stockholms tunnelbana. Den trafikeras av röda linjen, T-bana 2 linje 13, och ligger mellan stationerna Mälarhöjden och Sätra.
Stationen ligger på en 180 meter lång viadukt över Bredängs Allé utmed Stora sällskapets väg. Den öppnades den 16 maj 1965. Avståndet från stationen Slussen är nio kilometer.
Den konstnärliga utsmyckningen består av Pusselbitar, en skulpturer med reliefer i trä av Lena Kriström tillsammans med boende i Bredäng 1982, med kompletteringar 1999. Den är placerad i biljetthallen.

## Fotogalleri

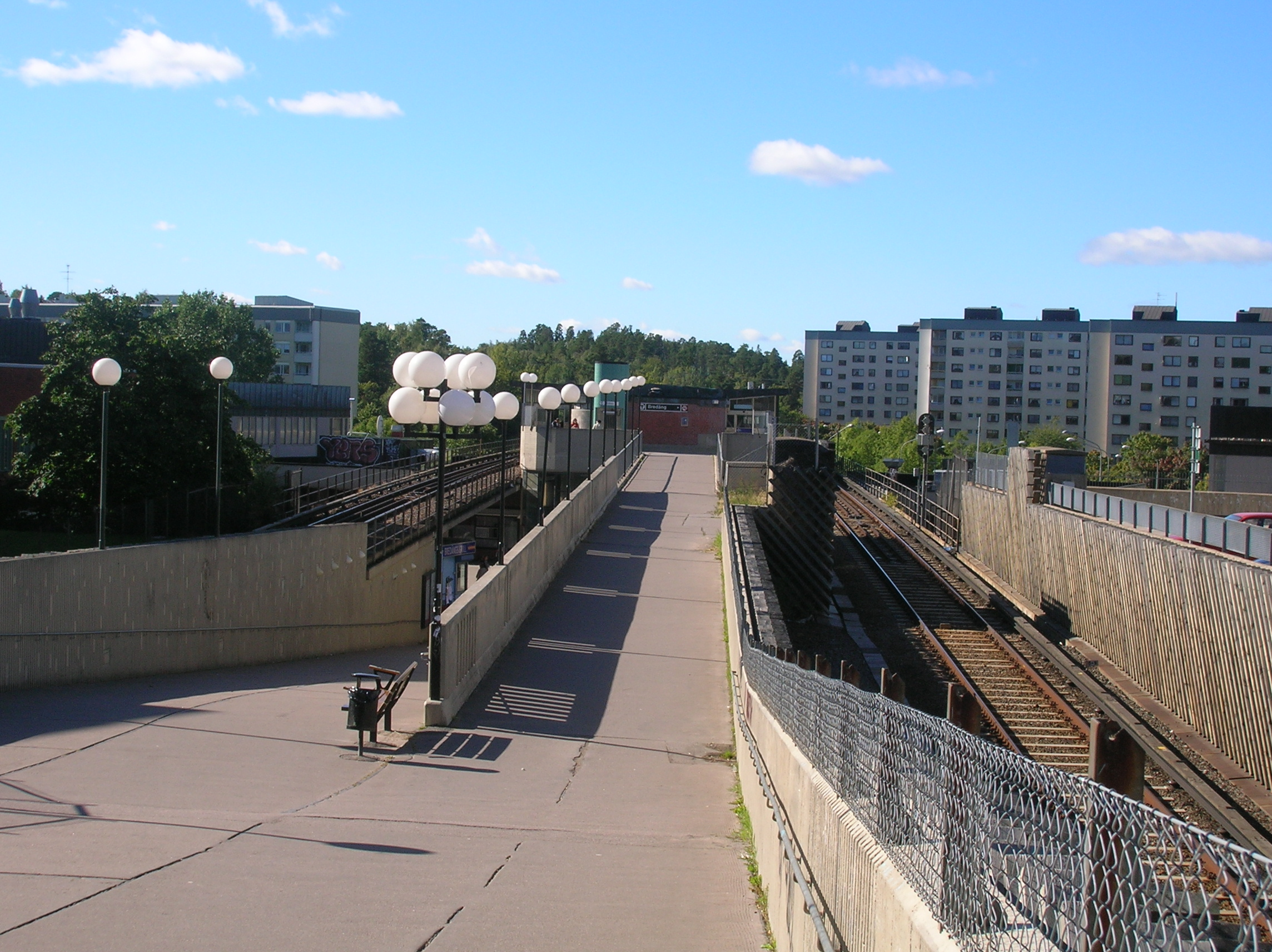
Bredängs tunnelbanestation
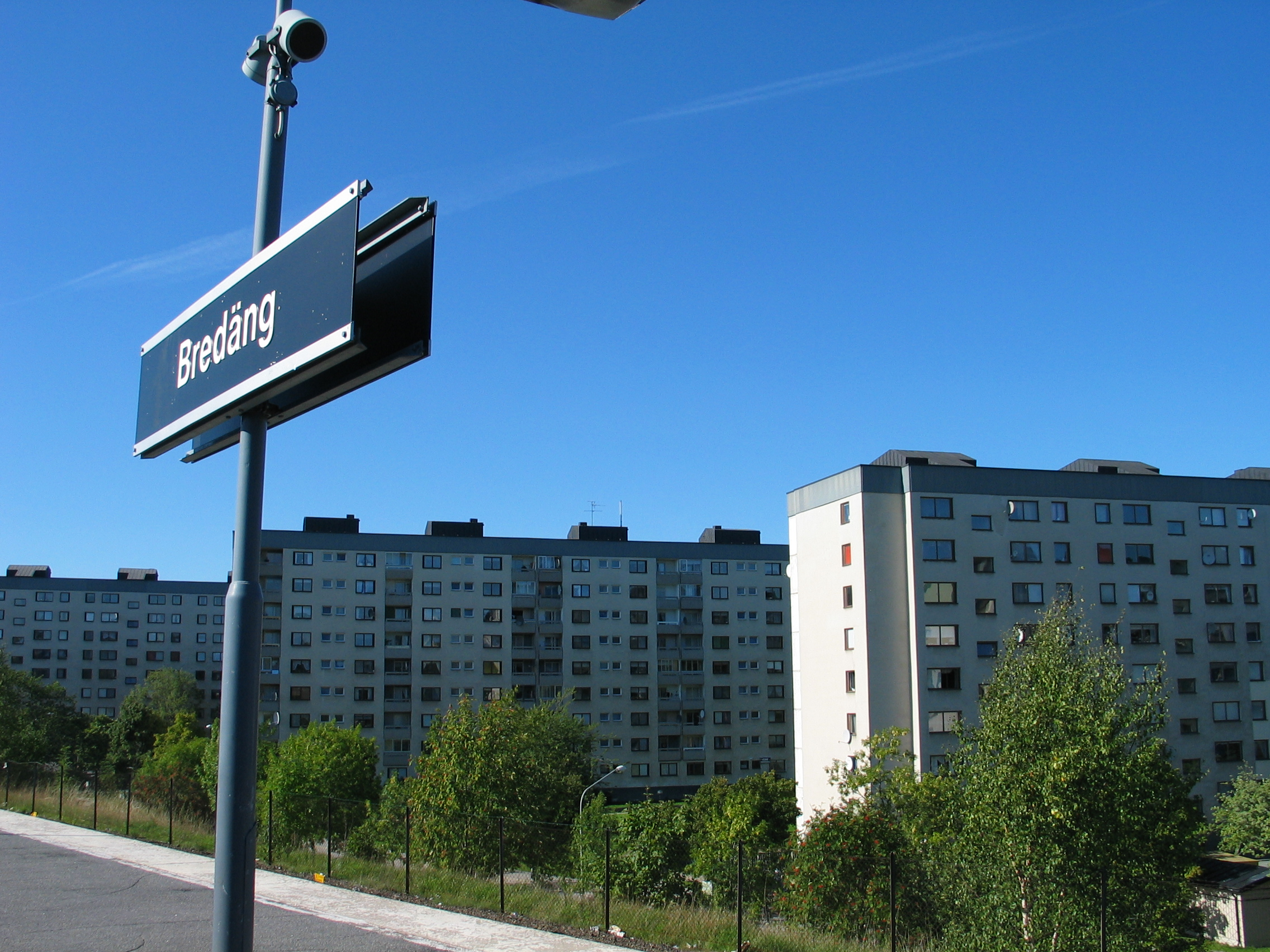
Stationsskylt
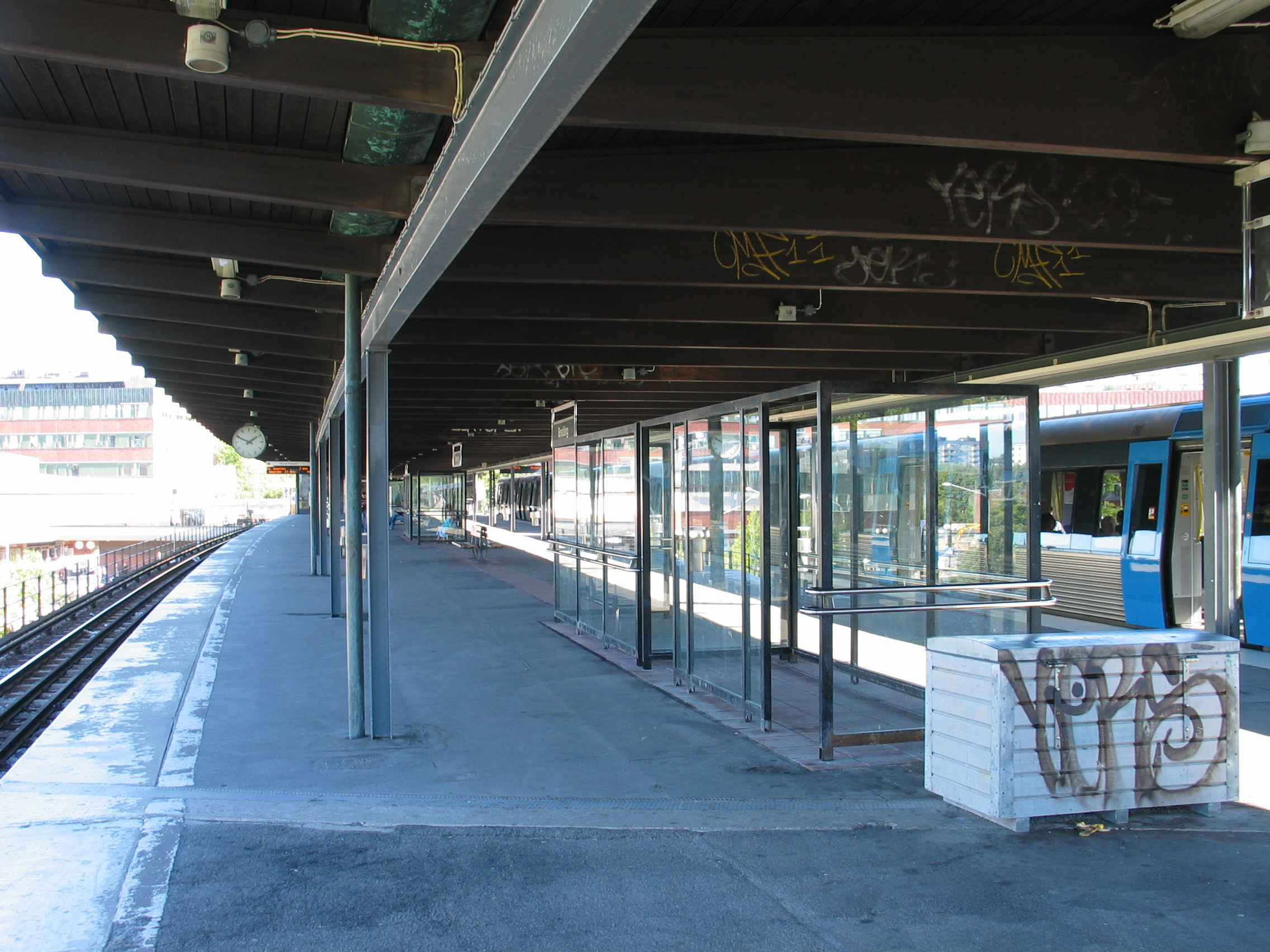
Perrongen
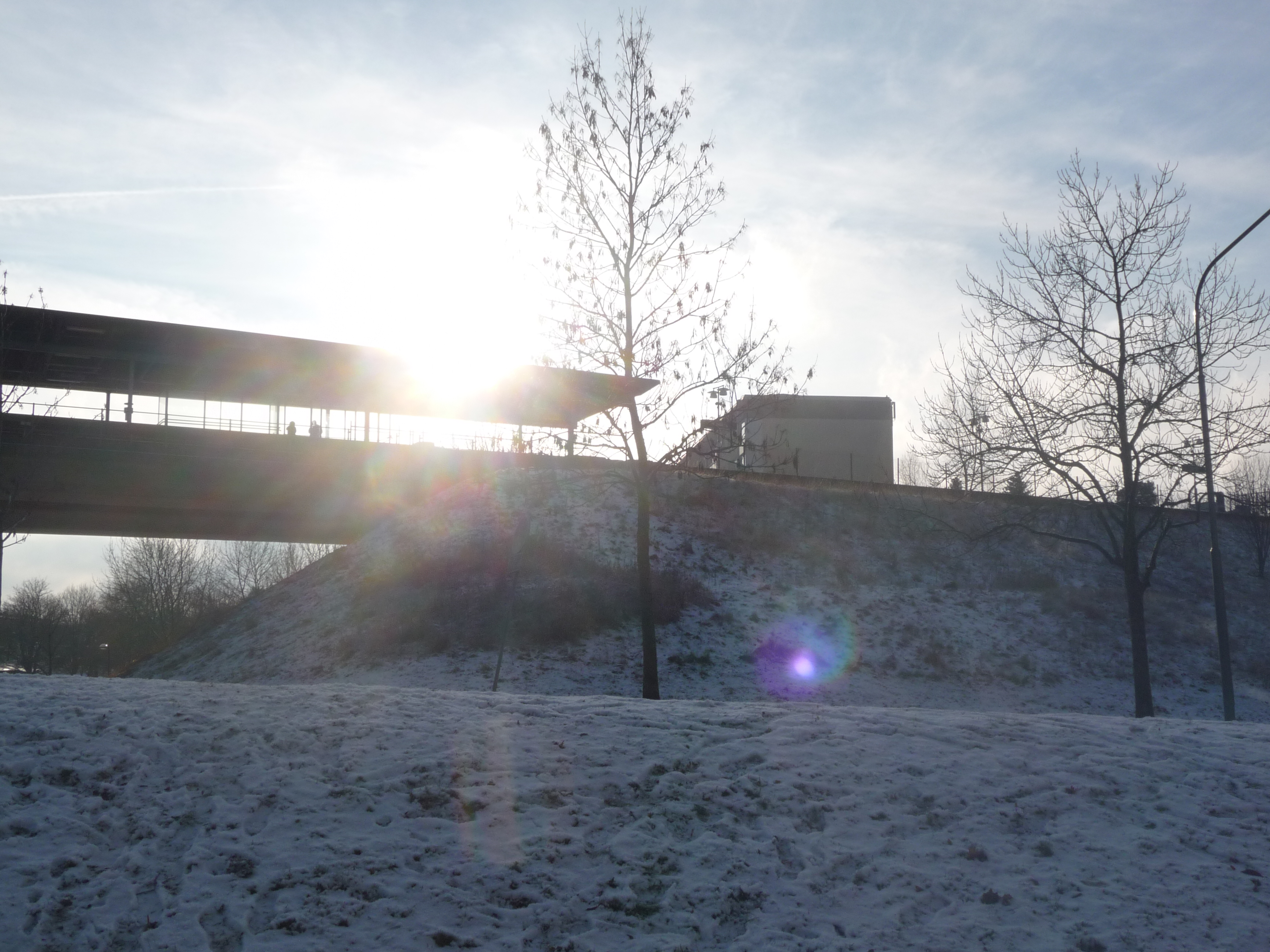
Viadukten